# Hłyniane (obwód kirowohradzki)
Hłyniane (ukr. Глиняне) – wieś na Ukrainie, w obwodzie kirowohradzkim, w rejonie nowoukraińskim, w hromadzie Piszczanyj Brid. W 2001 liczyła 305 mieszkańców, spośród których 258 wskazało jako ojczysty język ukraiński, 2 rosyjski, 43 mołdawski, a 2 białoruski.